# Jessica Patterson
Jessica Patterson   (Tallahassee, 14 de setembre de 1983) és una antiga pilot professional de motocròs nord-americana. Del 2000 al 2013 va competir al Campionat AMA en categoria femenina i en va guanyar un total de set títols. Patterson és la segona campiona amb més títols de la història del campionat femení, només superada per l'espanyola Mercedes González amb nou títols consecutius.

## Biografia
Patterson va començar a conduir motocicletes a set anys i es va classificar per al seu primer Loretta Lynn's Amateur Championship als dotze. L'any 2000, quan va esdevenir corredora professional, havia guanyat un total de 42 campionats d'aficionats.
Els anys 2000, 2004 a 2007, 2010 i 2013 va guanyar els seus set campionats AMA femenins. La gran popularitat de què gaudia va fer que aparegués com a personatge al videojoc de motocròs del 2002 Freekstyle. El 2013, havent guanyat el seu setè títol de campiona, va anunciar la seva intenció de retirar-se de les competicions de motocròs un cop acabada la temporada. Més tard, va passar a l'enduro i va participar en el campionat Grand National Cross Country i en competicions d'Endurocross, fins que el 2015 es va retirar definitivament.

## Palmarès

### Títols per any
| Any  | Equip     | Campionat     | Classe     |
| ---- | --------- | ------------- | ---------- |
| 1999 | Kawasaki? | LLMX          | Women's AM |
| 2000 | Kawasaki  | AMA Motocross | WMX        |
| 2000 | Kawasaki  | LLMX          | Women's AM |
|      |           |               |            |
| 2002 | Kawasaki  | LLMX          | Women's AM |
|      |           |               |            |
| 2004 | Honda     | AMA Motocross | WMX        |
| 2005 | Honda     | AMA Motocross | WMX        |
| 2006 | Honda     | AMA Motocross | WMX        |
| 2007 | Honda     | AMA Motocross | WMX        |
|      |           |               |            |
| 2010 | Yamaha    | AMA Motocross | WMX        |
|      |           |               |            |
| 2013 | Honda     | AMA Motocross | WMX        |

### Resum
- 7 Campionats AMA de motocròs femenins
- 3 Campionats Loretta Lynn amateur femenins